# Frankfurt Grand Prix
Il Frankfurt Grand Prix è stato un torneo di tennis facente parte del Grand Prix giocato dal 1980 al 1989 a Francoforte in Germania su campi in sintetico indoor.

## Albo d'oro

### Singolare
| Anno      | Vincitore     | Finalista        | Punteggio     |
| --------- | ------------- | ---------------- | ------------- |
| 1980      | Stan Smith    | Johan Kriek      | 2–6, 7–6, 6–2 |
| 1981      | John McEnroe  | Tomáš Šmíd       | 6–2, 6–3      |
| 1982      | Ivan Lendl    | Peter McNamara   | 6–2, 6–2      |
| 1983-1986 | Non disputato |                  |               |
| 1987      | Tim Mayotte   | Andrés Gómez     | 7–6, 6–4      |
| 1988      | Tim Mayotte   | Leonardo Lavalle | 4–6, 6–4, 6–3 |
| 1989      | Kevin Curren  | Petr Korda       | 6–2, 7–5      |

### Doppio
| Anno      | Vincitori                     | Finalisti                     | Punteggio     |
| --------- | ----------------------------- | ----------------------------- | ------------- |
| 1980      | Vijay Amritraj Stan Smith     | Andrew Pattison Butch Walts   | 6–7, 6–2, 6–2 |
| 1981      | Brian Teacher Butch Walts     | Vitas Gerulaitis John McEnroe | 7–5, 6–7, 7–5 |
| 1982      | Steve Denton Mark Edmondson   | Tony Giammalva Tim Mayotte    | 6–7, 6–3, 6–3 |
| 1983-1986 | Non disputato                 |                               |               |
| 1987      | Boris Becker Patrik Kühnen    | Scott Davis David Pate        | 6–4, 6–2      |
| 1988      | Rudiger Haas Goran Ivanišević | Jeremy Bates Eric Jelen       | 1–6, 7–5, 6–3 |
| 1989      | Pieter Aldrich Danie Visser   | Kevin Curren Tom Nijssen      | 7–6, 6–7, 6–3 |